# Pons Sublicius

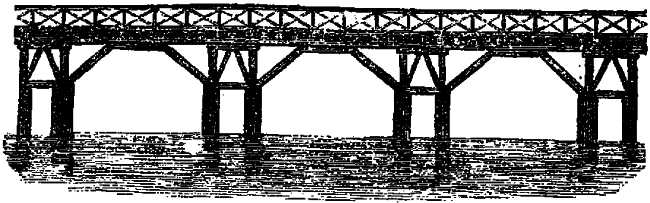
Pons sublicius, segons Luigi Canina.

El  Pons Sublicius  és un pont de fusta que el rei Anc Marci va fer construir sobre el riu Tíber a l'antiga Roma per tal d'unir el Janícul a la ciutat.
L'any 731 de Roma (AUC), una forta avinguda del Tíber es va endur aquest pont, i llavors es va reemplaçar per un de pedra al que van donar el nom de'Emili. Al Pons Sublicius va ser on Horaci Còcles va aturar l'exèrcit de Porsenna.
Cada any se celebrava en aquest pont una festa que consistia a llançar sobre les seves aigües trenta maniquís de figura humana per aplacar les seves ires, que originalment ha ven estat sacrificis humans.